# Auberives-sur-Varèze
Auberives-sur-Varèze település Franciaországban, Isère megyében. Lakosainak száma 1465 fő (2022. január 1.). Auberives-sur-Varèze Les Côtes-d’Arey, Cheyssieu, Assieu, Roussillon, Clonas-sur-Varèze és Saint-Prim községekkel határos.

## Népesség
A település népességének változása:
| Lakosok száma | 548  | 710  | 896  | 1395 | 1488 | 1488 | 1484 | 1480 | 1476 | 1465 |
|               | 1968 | 1982 | 1990 | 2006 | 2013 | 2015 | 2017 | 2019 | 2020 | 2022 |